# Liste des plus gros succès du box-office au Québec
Cet article fournit la liste des 10 films les plus populaires au box-office québécois.
| Rang | Titre                                               | Réalisateur          | Année | Recettes     |
| ---- | --------------------------------------------------- | -------------------- | ----- | ------------ |
| 1    | Avatar : La Voie de l'eau                           | James Cameron        | 2022  | 20 607 147 $ |
| 2    | Avatar                                              | James Cameron        | 2009  | 20 596 891 $ |
| 3    | Titanic                                             | James Cameron        | 1997  | 17 146 097 $ |
| 4    | Super Mario Bros. le film                           | Aaron Horvath        | 2023  | 12 079 847 $ |
| 5    | Avengers: Endgame                                   | Anthony et Joe Russo | 2019  | 11 705 396 $ |
| 6    | Barbie                                              | Greta Gerwig         | 2023  | 11 412 263 $ |
| 7    | Harry Potter à l'école des sorciers                 | Chris Columbus       | 2001  | 10 604 624 $ |
| 8    | Le Seigneur des anneaux : La Communauté de l'anneau | Peter Jackson        | 2001  | 9 547 443 $  |
| 9    | Spider-Man                                          | Sam Raimi            | 2002  | 9 392 205 $  |
| 10   | Harry Potter et les Reliques de la Mort, partie 2   | David Yates          | 2011  | 9 187 410 $  |

1. ↑  « Résultats d'exploitation », sur Internet Archive (consulté le 25 octobre 2021).